# Camille Paul Josso
Pour les articles homonymes, voir Josso.
Camille Paul Josso, né le 6 juin 1902 à Nantes et mort le 2 octobre 1986 dans le 20e arrondissement de Paris, est un graveur, peintre et illustrateur français. Peintre orientaliste, il expose au Salon d'Automne dans les années 1930 et a exposé au Maroc.

## Biographie
Ingénieur-chimiste de formation, Camille Paul Josso est affecté à la direction générale des Phosphates du protectorat français au Maroc, à Khouribga. Après son installation à Rabat, il se consacre à la gravure, notamment de timbres, et rejoint l’Association des peintres et sculpteurs du Maroc fondée en 1922.
En 1929, il expose ses œuvres d’inspiration orientaliste, aux côtés de Jacques Majorelle, à la galerie Simonson, rue de Caumartin à Paris. La même année, elles sont montrées au pavillon officiel de La Mamounia à Rabat.
Il expose au Salon d'Automne en 1930 et 1932.
Après son retour en France, Josso continue à développer son goût pour la géométrie de formes et des aplats de couleurs claires, en se consacrant à une carrière de graveur et d’illustrateur de livres d’art,.

## Œuvres

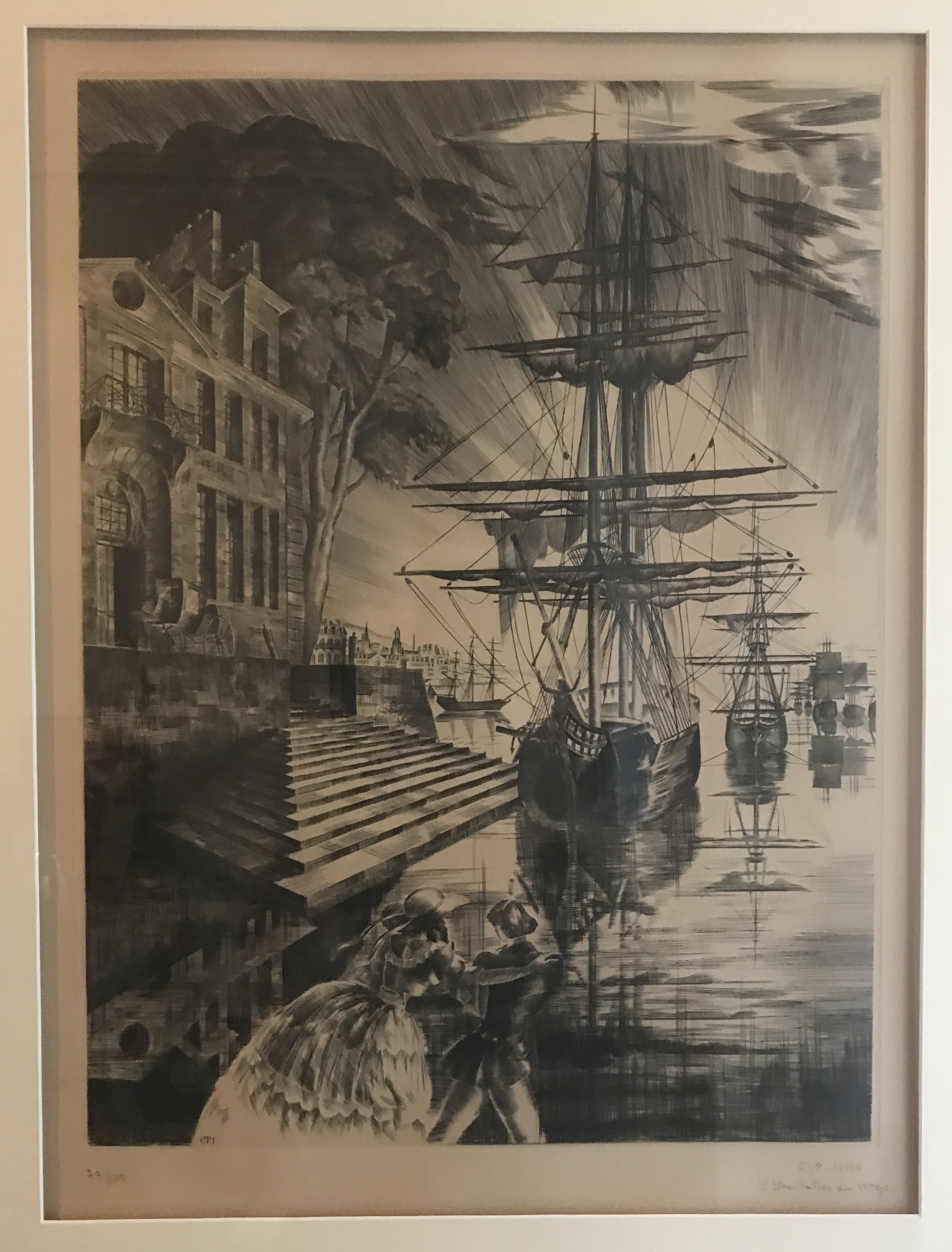
L'Invitation au voyage (lithographie, n° 79/100). Coll. privée.

### Gravures, lithographies pour livres illustrés
(Liste non exhaustive)
- René Descartes, Discours de la méthode, commentaires gravés sur cuivre, À la tradition, 1947
- Victor Hugo, Notre dame de Paris, gravures au burin, Éditions Le Vasseur, Paris, 1948
- François-René de Chateaubriand, L'Ambassade de Rome, gravures au burin, La Tradition, Paris, 1949
- Paul Durupt, « Les Procédés originaux d'illustration », La Gravure sur cuivre, 1951 Autres illustrateurs : Paulette Humbert, Maurice Leroy, L. Berthommé Saint-André, Raoul Serres, Viralt.
- Émile Verhaeren Almanach, cahier de vers, Éditeur Société de Saint-Eloy, 1951 Chaque mois de l'année est illustré par un artiste différent : Albert Decaris, Paul Adrien Bouroux, Paul Baudier, Jean Frélaut, Eugène Corneau, Henry Cheffer, Adolphe Beaufrère, Charles-Jean Hallo, Pierre-Yves Trémois, Paul Lemagny, Robert Jeannisson et André Vahl.
- Jean de La Varende, Rouge et or, nouvelles espagnoles, gravures au burin, Paris, Marcel Lubineau, 1951
- François-René de Chateaubriand, Atala, gravures au burin, Société du livre d'art, 1953
- Charles Maurras, Anthinéa, d'Athènes à Florence, burins, Aux dépens de l'artiste (presses Daragnès), 1955
- René Descartes, Traité des passions, éditions Jacques Vialetay, Paris, 1959
- Antoine de Saint-Exupéry, Vol de nuit, préface André Gide, burins, Paris, Maurice Gonon, 1960
- Jules Verne, Voyage au centre de la Terre, Paris, Gonon, 1961
- Jean de La Varende, La Navigation sentimentale, aux dépens d'un amateur, 1962
- Joseph Bédier, Le Roman de Tristan et Iseut, gravures au burin, Marcel Lubineau
- Nicolas Machiavel, Le Prince, gravures au burin, La Tradition 1948